# Nordmacht
Nordmacht ist eine deutsche Rechtsrock-Band aus Rostock.

## Bandgeschichte
Nordmacht ist seit 1994 aktiv und unterhielt enge Verbindungen zum Blood & Honour-Netzwerk. Zwei Mitglieder waren in der Sektion Mecklenburg aktiv. 1999 nahm die Gruppe zusammen mit dem rechtsextremen Liedermacher André Lüders das Album Frei, sozial, national auf. Es folgte im gleichen Jahr die CD Ihre Ehre hieß Treue, die 2001 von der Bundesprüfstelle für jugendgefährdende Medien indiziert wurde. 2001 erschien das Album Verlorenes Erbe. Diese wurde 2006 indiziert. 2002 folgte ein weiteres Album mit Lüders. Anschließend wurde es still um die Band, bis sie sich 2012 mit dem Album Erwacht! auf dem Rechtsrock-Markt zurückmeldete.

## Ideologie
Die Band stand von Beginn an dem Blood & Honour-Netzwerk nahe. Laut Verfassungsschutzbericht soll sie Konzerte in Deutschland und im benachbarten Ausland organisiert haben. So spielte die Band am 29. September 2001 vor 500 Personen auf einem Konzert zu Ehren von Ian Stuart in Tostedt.
Die Texte von Nordmacht sind offen rechtsextrem und nationalsozialistisch. So sind auf dem Album Ihre Ehre hieß Treue SS-Mitglieder vor einer Hakenkreuzfahne abgebildet. Die Lieder der Gruppe verherrlichen unter anderem die Soldaten der Wehrmacht und der Waffen-SS. Auch rief die Band in ihren Booklets zum Kampf gegen Zionisten auf und verwendete das Kürzel ZOG.
Mitglieder der Gruppe sind außerdem in der Hatecore-Band Path of Resistance aktiv.

## Diskografie
- 1997: Demo (Eigenvertrieb)
- 1998 Live ( zusammen mit Bataillon 500 )
- 1999: Frei Sozial National (zusammen mit André Lüders, PC-Records, indiziert[10])
- 2000: Ihre Ehre hieß Treue (B & R Records, indiziert)
- 2001: Verlorenes Erbe (Hatesounds Records, indiziert)
- 2002: Schlacht der Freiheit (zusammen mit André Lüders, Hatesounds Records)
- 2012: Erwacht! (SFH Records)